# Peter T. Fay
Peter Thorp Fay (Rochester, 18 de enero de 1929 - Miami, 31 de enero de 2021) fue juez federal de la Corte de Apelaciones de Estados Unidos para el Undécimo Circuito. Anteriormente fue juez de distrito de los Estados Unidos del Tribunal de Distrito de los Estados Unidos para el distrito Sur de Florida. En el momento de su muerte, era uno de los 26 jueces federales en servir durante cincuenta años.

## Primeros años
Fay nació en Rochester, Nueva York, el 18 de enero de 1929. Recibió su Licenciatura en Artes en 1951 de la Universidad Rollins. Sirvió en la Fuerza Aérea de los Estados Unidos como teniente de 1951 a 1953, antes de asistir a la Facultad de Derecho Fredric G. Levin de la Universidad de Florida, donde recibió su Juris Doctor en 1956. Fay ejerció su práctica privada en Miami, Florida desde 1956 hasta 1970. Fay ejerció en Patton & Kanner en 1956, Nichols, Gaither, Green, Frates & Beckham de 1956 a 1961, y Frates, Fay, Floyd & Pearson de 1961 a 1970.

## Servicio judicial federal
Fay fue nominado por Richard Nixon al Tribunal de Distrito de los Estados Unidos para el Distrito Sur de Florida el 7 de octubre de 1970, para un nuevo escaño creado por 84 Stat. 294. Fue confirmado por el Senado de los Estados Unidos el 13 de octubre de 1970 y recibió su comisión tres días después. Fay pronunció un discurso ante la Conferencia de Jueces Presidentes en agosto de 1973. Discutió cuestiones estatales y federales, específicamente la propuesta de tener jueces estatales y federales reunidos en un caso para ahorrar tiempo y recursos judiciales. El servicio de Fay terminó el 8 de octubre de 1976 debido a la elevación al Quinto Circuito.
Fay fue nominado por Gerald Ford a la Corte de Apelaciones del Quinto Circuito de los Estados Unidos el 11 de junio de 1976, para el puesto que dejó vacante el juez David W. Dyer. Fue confirmado por el Senado el 17 de septiembre de 1976 y recibió su comisión cuatro días después. Fay fue reasignada a la Corte de Apelaciones de los Estados Unidos para el Undécimo Circuito, a un nuevo asiento autorizado por 94 Stat. 1994, el 1 de octubre de 1981, de oficio. Asumió el estatus de senior el 19 de enero de 1994.
Paul Huck, un juez colega, relató cómo Fay empleó una "redacción generosa" en sus opiniones. Este fue el caso incluso cuando anuló el fallo de un juez de un tribunal inferior. Fay también tenía la "habilidad única" de hacer que los abogados se sintieran satisfechos con sus juicios, incluso si estaban en el lado perdedor.
El New York Times informó en febrero de 2015 que el potencial candidato presidencial del Partido Republicano en 2016, Jeb Bush, presionó a su padre, George HW Bush, para que nombrara a Fay para la Corte Suprema de los Estados Unidos. El joven Bush hizo esto en una carta enviada el 7 de agosto de 1989.

## Vida posterior
Incluso después de convertirse en senior, Fay expresó su intención de no retirarse. La Facultad de Derecho de la Universidad de St. Thomas anunció en febrero de 2019 que la escuela cambiaría de nombre en su honor. Varios meses antes de su muerte, se convirtió en el vigésimo sexto juez federal en cumplir cincuenta años en ese cargo. El Undécimo Circuito escribió un artículo sobre Fay en celebración del hito. Declaró: "Pocos jueces han servido a nuestro país durante tanto tiempo y de una manera tan honorable y distinguida". El juez Fay continúa realizando un trabajo sustancial para el Tribunal de Apelaciones y los ciudadanos del Undécimo Circuito".

## Vida personal
Fay estuvo casado con su esposa, Pat, durante 62 años hasta su muerte. Adoptaron a tres niños de los Servicios de Adopción de Caridades Católicas. Tenía talento en los deportes y fue incluido en el Salón de la Fama del Deporte de Rollins College por el esquí acuático, el baloncesto y el fútbol en 1977.
Fay falleció el 31 de enero de 2021 en South Miami-Dade, a la edad de 92 años.